# Terra bruciata (film 1999)
Terra bruciata è un film del 1999, diretto da Fabio Segatori.

## Trama
Dopo aver vissuto alcuni anni negli Stati Uniti d'America come stuntman, Francesco torna nel paese natale, in Basilicata, per il funerale degli anziani genitori, morti in quello che, almeno all'apparenza, è stato un incidente. In realtà i genitori sono stati uccisi da Macrì, boss mafioso locale, poiché il padre s'era ribellato al suo potere criminale.
Con l'aiuto di Maria, giovane ragazza che lavorava per il padre, Francesco decide di vendicare i genitori e di uccidere Macrì, nella cui gang milita anche Tonino, suo vecchio amico d'infanzia. Mentre la polizia brancola nel buio, e a nulla servono le "mediazioni" di frà Salvatore, Francesco riesce con uno stratagemma a sollevare la gang rivale di Macrì, scatenando però una sanguinosa guerra di cui fanno le spese, in un primo momento, Tonino e la moglie dello stesso Macrì.
Tra sparatorie, duelli e inseguimenti, si arriva alla resa dei conti finale, quando Francesco, in un lussuoso hotel, uccide il figlio di Macrì ed è da questi inseguito su un'alta diga; dopo un cruento corpo a corpo, il boss precipita nel vuoto. Tutti i componenti della gang vengono arrestati, e Francesco può così unirsi a Maria.

## Produzione

### Luoghi delle riprese
Il film è stato girato a cavallo tra la Basilicata e la Puglia ed in particolare tra i Sassi di Matera, gli scavi di Grumentum, le dighe di Monte Cotugno e del Pertusillo, nella Val d'Agri, a Moliterno, Senise, Sant'Arcangelo e Aliano. Poi nei territori di  Ginosa (nella Gravina di Ginosa) e Gioia del Colle..

## Curiosità
La cantante Lara Martelli interpreta la fidanzata di Tonino, e due sue canzoni fanno parte della colonna sonora del film.